# New England Patriots 2007
La stagione 2007 dei New England Patriots è stata la 38ª della franchigia nella National Football League, la 48ª complessiva e la 8ª con Bill Belichick come capo-allenatore. La squadra vinse tutte le partite della stagione regolare, diventando la quarta della storia a riuscirvi e la prima dai Miami Dolphins del 1972. Fu la prima dopo l'allargamento del calendario a 16 partite del 1977, battendo così il record di vittoria in una singola stagione condiviso dai San Francisco 49ers del 1984, dai Chicago Bears del 1985, dai Minnesota Vikings del 1998 e dai Pittsburgh Steelers del 2004, che terminarono tutti con 15 vittorie e una sconfitta. Tom Brady fu premiato per la prima volta in carriera come MVP della NFL, dopo avere stabilito un primato di 50 passaggi da touchdown (superato da Peyton Manning nel 2013) mentre Randy Moss stabilì un record di 23 touchdown su ricezione, battendo il vecchio primato di Jerry Rice di 22 nel 1987.
I Patriots non riuscirono però a completare quella che sarebbe stata una storica stagione da imbattuti con un record di 19-0 con la vittoria del loro quarto Super Bowl poiché furono sconfitti a sorpresa nel Super Bowl XLII dai New York Giants per 17-14, la stessa squadra che li avrebbe battuti nuovamente nel Super Bowl XLVI quattro anni dopo.

## Scelte nel Draft 2007
| Giro | Scelta | Giocatore           | Ruolo            | College                   |
| ---- | ------ | ------------------- | ---------------- | ------------------------- |
| 1    | 24     | Brandon Meriweather | Safety           | Miami (FL)                |
| 4    | 127    | Kareem Brown        | Defensive end    | Miami (FL)                |
| 5    | 171    | Clint Oldenburg     | Offensive tackle | Colorado State            |
| 6    | 180    | Justin Rogers       | Linebacker       | SMU                       |
| 6    | 202    | Mike Richardson     | Cornerback       | Notre Dame                |
| 6    | 208    | Justise Hairston    | Running back     | Central Connecticut State |
| 6    | 209    | Corey Hilliard      | Offensive guard  | Oklahoma State            |
| 7    | 211    | Oscar Lua           | Linebacker       | USC                       |
| 7    | 247    | Mike Elgin          | Centro           | Iowa                      |

## Calendario

### Stagione regolare
| Turno | Ora                | Data               | Avversario          | Risultato          | Record             | Stadio               | TV                 | Recap              |
| ----- | ------------------ | ------------------ | ------------------- | ------------------ | ------------------ | -------------------- | ------------------ | ------------------ |
| 1     | 1:00 PM EDT        | 9/9/2007           | New York Jets       | V 38–14            | 1–0                | Giants Stadium       | CBS                | Recap              |
| 2     | 8:15 PM EDT        | 16/9/2007          | San Diego Chargers  | V 38–14            | 2–0                | Gillette Stadium     | NBC                | Recap              |
| 3     | 1:00 PM EDT        | 23/9/2007          | Buffalo Bills       | V 38–7             | 3–0                | Gillette Stadium     | CBS                | Recap              |
| 4     | 8:30 PM EDT        | 1/10/2007          | Cincinnati Bengals  | V 34–13            | 4–0                | Paul Brown Stadium   | ESPN               | Recap              |
| 5     | 1:00 PM EDT        | 7/10/2007          | Cleveland Browns    | V 34–17            | 5–0                | Gillette Stadium     | CBS                | Recap              |
| 6     | 4:15 PM EDT        | 14/10/2007         | Dallas Cowboys      | V 48–27            | 6–0                | Texas Stadium        | CBS                | Recap              |
| 7     | 1:00 PM EDT        | 21/10/2007         | Miami Dolphins      | V 49–28            | 7–0                | Dolphin Stadium      | CBS                | Recap              |
| 8     | 4:15 PM EDT        | 28/10/2007         | Washington Redskins | V 52–7             | 8–0                | Gillette Stadium     | Fox                | Recap              |
| 9     | 4:15 PM EST        | 4//2007            | Indianapolis Colts  | V 24–20            | 9–0                | RCA Dome             | CBS                | Recap              |
| 10    | Settimana di pausa | Settimana di pausa | Settimana di pausa  | Settimana di pausa | Settimana di pausa | Settimana di pausa   | Settimana di pausa | Settimana di pausa |
| 11    | 8:15 PM EST        | 18/11/2007         | Buffalo Bills       | V 56–10            | 10–0               | Ralph Wilson Stadium | NBC                | Recap              |
| 12    | 8:15 PM EST        | 25/11/2007         | Philadelphia Eagles | V 31–28            | 11–0               | Gillette Stadium     | NBC                | Recap              |
| 13    | 8:30 PM EST        | 3/12/2007          | Baltimore Ravens    | V 27–24            | 12–0               | M&T Bank Stadium     | ESPN               | Recap              |
| 14    | 4:15 PM EST        | 9/12/2007          | Pittsburgh Steelers | V 34–13            | 13–0               | Gillette Stadium     | CBS                | Recap              |
| 15    | 1:00 PM EST        | 16/12/2007         | New York Jets       | V 20–10            | 14–0               | Gillette Stadium     | CBS                | Recap              |
| 16    | 4:15 PM EST        | 23/12/2007         | Miami Dolphins      | V 28–7             | 15–0               | Gillette Stadium     | CBS                | Recap              |
| 17    | 8:15 PM EST        | 29/12/2007         | New York Giants     | V 38–35            | 16–0               | Giants Stadium       | NFLN               | Recap              |

### Playoff
| Turno            | Ora                | Data               | Avversario               | Risultato          | Record             | Stadio                        | TV                 | Recap              |
| ---------------- | ------------------ | ------------------ | ------------------------ | ------------------ | ------------------ | ----------------------------- | ------------------ | ------------------ |
| Wild Card        | Settimana di pausa | Settimana di pausa | Settimana di pausa       | Settimana di pausa | Settimana di pausa | Settimana di pausa            | Settimana di pausa | Settimana di pausa |
| Divisional       | 8:00 PM EST        | 12/1/2008          | Jacksonville Jaguars (5) | V 31–20            | 17–0               | Gillette Stadium              | CBS                | Recap              |
| AFC Championship | 3:00 PM EST        | 20/1/2008          | San Diego Chargers (3)   | V 21–12            | 18–0               | Gillette Stadium              | CBS                | Recap              |
| Super Bowl XLII  | 6:30 PM EST        | 3/2/2008           | New York Giants (5)      | S 14–17            | 18–1               | University of Phoenix Stadium | Fox                | Recap              |

## Premi
- Tom Brady:

MVP della NFL
giocatore offensivo dell'anno
- Bill Belichick

allenatore dell'anno